# Радече (община)
Община Радече (словен. Občina Radeče) — одна з общин південно-східній частині Словенії. Адміністративним центром є місто Радече. 

## Населення
У 2011 році в общині проживало 4471 осіб, 2220 чоловіків і 2251 жінок. Чисельність економічно активного населення (за місцем проживання), 1790 осіб. Середня щомісячна чиста заробітна плата одного працівника (EUR), 930,16 (в середньому по Словенії 987.39). Приблизно кожен другий житель у громаді має автомобіль (52 автомобілів на 100 жителів). Середній вік жителів склав 42,6 роки (в середньому по Словенії 41.8). 